# Хорасан

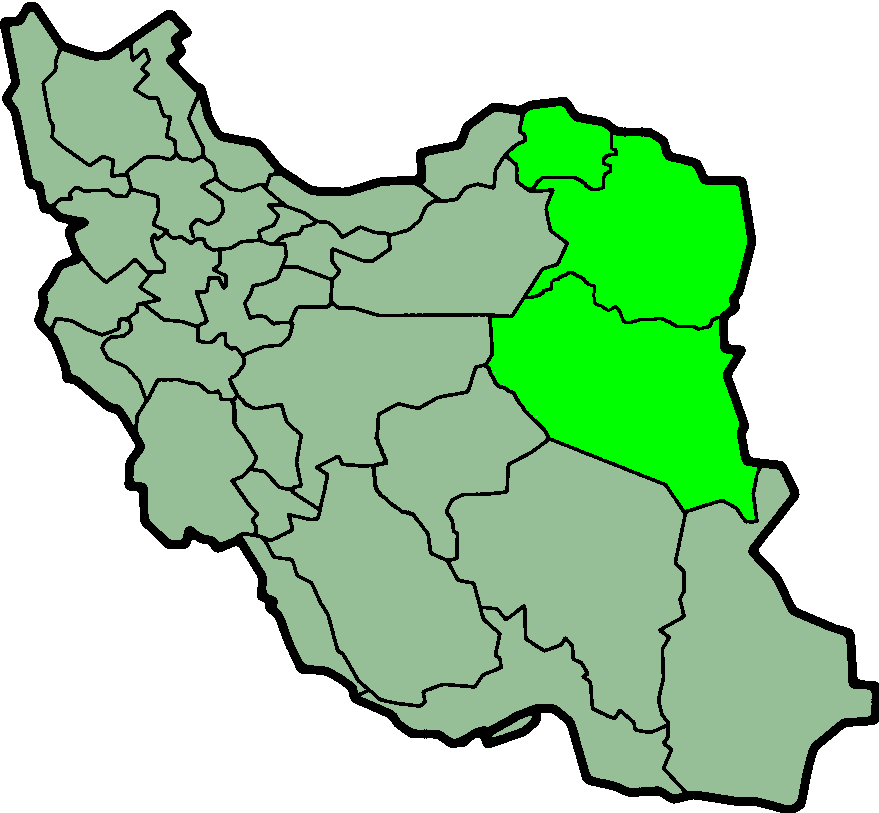
Остан Хорасан в Иране

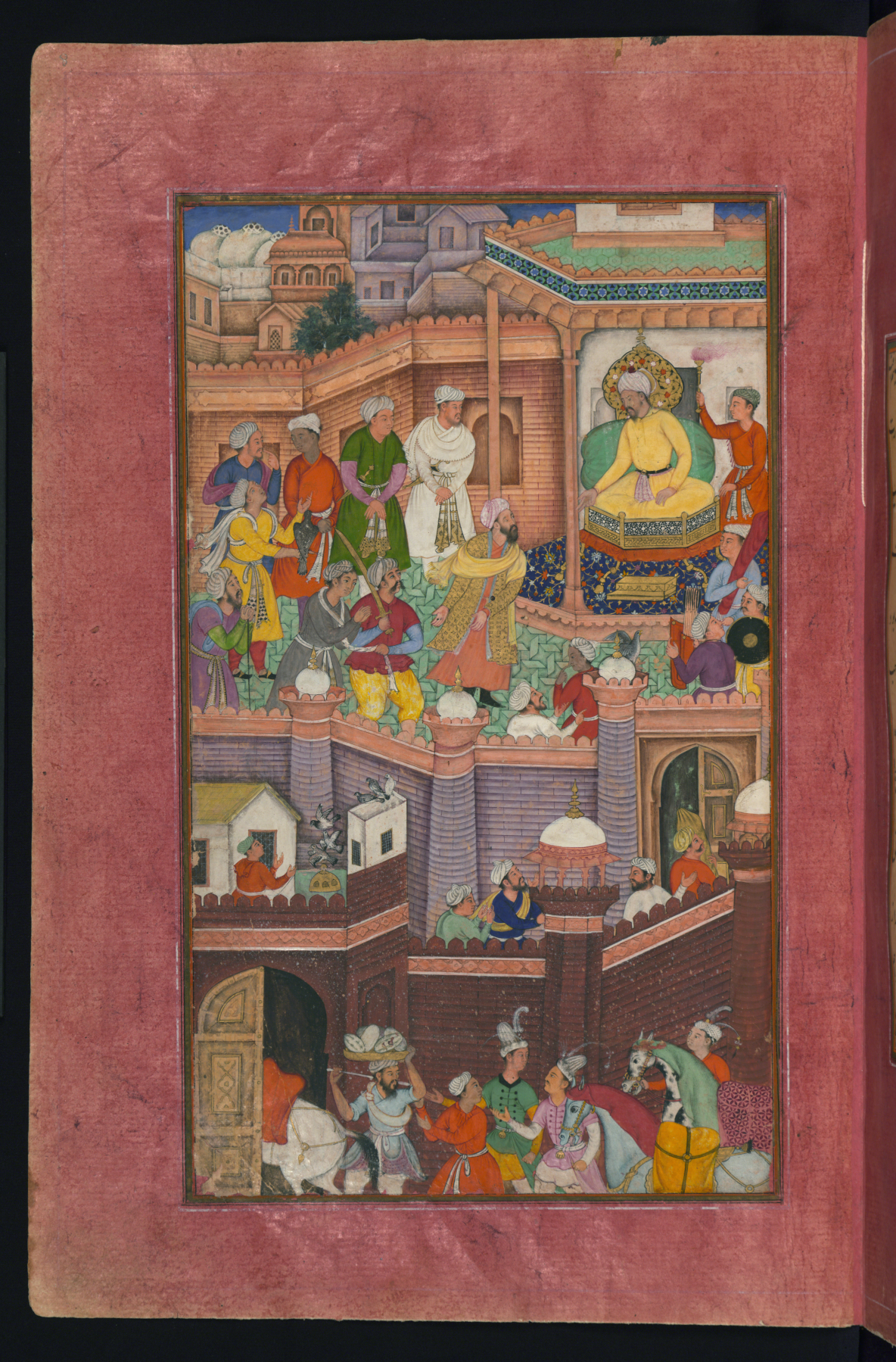
Тимуридский завоеватель Бабур изгоняет своего предательского родственника Мухаммада Хусайма Мирзу в Хорасан.

Хораса́н (перс. خراسان‎ — Xorâsân — «откуда приходит солнце») — историческая область, расположенная в Восточном Иране. Название «Хорасан» известно со времени Сасанидов. Встречается не вполне корректное написание «Хороссан», в том числе у С. Есенина («В Хороссане есть такие двери...»).
Хорасан известен по всему миру производством шафрана и барбариса, которые произрастают в южных городах области (производство — более 170 тонн ежегодно). Хорасан также известен своими знаменитыми коврами и гробницами Фирдоуси, Омара Хайяма и Имама Резы. Коренные жители Хорасана — таджики. В Хорасане говорят на разных диалектах персидского, дари и таджикского языков.

## Административное деление
Хорасан был самой большой провинцией Ирана, пока не был разделён на три провинции 29 сентября 2004 года. Провинции, одобренные парламентом (18 мая 2004 г.) и Советом Опекунов (29 мая 2004 г.):
- Северный Хорасан, центр: Боджнурд, другие округа: Ширван, Джаджарм, Мейнх и Самлаган, Эсфарэйен.
- Южный Хорасан, центр: Бирдженд, другие округа: Сараян, Нахбандан, Сарбишех
- Хорасан-Резави, центр: Мешхед, другие округа: Гоучан, Даргаз, Ченаран, Сарахс, Фариман, Торбате-Джам, Тэйбад, Фердоус, Гэйен, Хаф и Раштхар, Кашмар, Бардаскан, Нишапур, Сабзевар, Гонабад, Калат, Бошруех и Халиль Абад.

## История Хорасана
Большой Хорасан включал части, которые находятся сегодня в Иране, Таджикистане, Афганистане, Узбекистане и Туркменистане. Некоторые из главных исторических городов Персии расположены в Большом Хорасане: Нишапур (теперь в Иране), Мерв и Санджан (теперь в Туркменистане), Герат (теперь в Афганистане). За свою долгую историю Хорасан знал много завоевателей и империй: греки, тюрки, арабы, сельджуки, монголы, сефевиды и другие.
В XIV—XV веках Хорасан был важнейшим центром наук и искусств. Здесь (преимущественно в городе Герате) жили и творили поэты Гасаноглы Иззеддин, Лутфи, Джами, Алишер Навои, Фегани Баба, султан Хусейн Байкара (писавший стихи под псевдонимом Хусайни), художник Бехзад.
В 1524 году главными центрами в Хорасане были Герат (столица), Мешхед (место особенно почитаемой гробницы 8-го имама Али ар-Рида) и Балх. К ним нужно добавить периферийные районы Астрабада, Кандагара и Кабула, поскольку в то время как технически они, возможно, не были частями Хорасана, их история в это время была неразрывно связана с событиями в самом Хорасане.
Обладание провинцией в этот период было разделено между Сефевидами, удерживавшими Герат, Мешхед и Астрабад, и последним из Тимуридов — Бабуром, владевшим Кабулом, Кандагаром и Балхом. Однако это политическое разделение вовсе не было постоянным, поскольку оно возникло недавно, и ситуация в Хорасане была нестабильной. На самом деле два тюркских государства Хорезма и Мавераннахра (Трансоксании) уже возрождали свои притязания на регион и посылали рейдеров и армии на юг через пустыню Каракумы и Амударью соответственно, уже в год восшествия Тахмаспа I на трон.
Часть Хорасана, находившаяся под контролем Сефевидов, была интегрирована в кызылбашскую систему шахом Исмаилом I в итоге серии войн в 1510—1513 годах с тюрками, у которых был вырван регион. Губернаторами Первой администрации, назначенной после этого (919—921/1513-1515), были Зейнал хан Шамлу в Герате и Див султан Румлу в Балхе. Период был ознаменован серьёзным голодом в Хорасане, набегами тюрков через Аму и утратой Балха Тимуридами.
Затем шахом была назначена Вторая администрация для противодействия этим катастрофам (921—927/1515-1521). Тогда же было положено начало традиции, соблюдавшейся до шаха Аббаса I, по которой принц крови назначался номинальным правителем в Хорасан с кызылбашским опекуном, в реальности управлявшим провинцией от имени принца. Местная армия или гарнизоны набиралась в основном из собственного аймака лалы. Резиденцией губернаторов был Герат. Первым шахским правителем Хорасана был сам будущий шах Тахмасп, который был на момент назначения двухлетним младенцем. Его лалой был Амир хан Туркман. Эта администрация была в конечном итоге смещена шахом Исмаилом за коррупцию, за политическое убийство садра Хорасана, и за неспособность справиться с тюркской осадой Герата в 1521 году и угрозой Бабура Кандагару. Среди кызылбашей в Герате в этот период был Суфиян Халифа Румлу, который впоследствии сыграл важную роль в Хорасане в период шаха Тахмаспа.
При восхождении на трон Тахмаспа в конце 1521 года сформировалась третья администрация. Сефевидский Хорасан тогда простирался от границ Мазендарана до Аму и на юг вплоть (tâ) Гура и Гарджистана и Систана.
Номинальным губернатором тогда был семилетний Сам Мирза, младший брат шаха Тахмаспа; его лалой, реальным правителем, был Дурмуш хан Шамлу. Вместе с новой администрацией Шамлу прибыли такие кызылбашские личности, как Халифа Мухаммед султан, Сираджаддин бек, Халхал Бахадур и Хызр бек. Среди чиновников, посланных двором вместе с Шамлу, были Ходжа Музаффар Табакчи и Ходжа Хабибулла, ставший визирем провинции.
Дурмуш хан сам назначил следующих лиц в качестве суб-губернаторов в округа Хорасана за пределами Герата:
Зейнал хана Шамлу в Астрабад (Горган); Зейнаддин султана Шамлу в Исфараин и Нишапур; Бурун султана Текелу (занимавшего до этого пост губернатора Исфараина) в Тус и Мешхед; Чакирге султан Шамлу был переназначен губернатором Себзевара; Ахмед бек Афшар (бывший губернатор Мешхеда) после пребывания в обиде и личного вмешательства шаха Исмаила в дело был назначен в Фарах и долину реки Герируд.
Таким образом, к 1523 году западный Хорасан был полностью интегрированной провинцией Сефевидского Ирана. Он имел собственного династического представителя — Сама Мирзу, собственный аймак — главным образом Шамлу, и внушительный ряд таджикских чиновников. До правления Мухаммеда Худабенде, губернатором Хорасана был его опекун Мухаммед-хан Текели.

## Этнические группы
Главные этнические группы в этой области — персы, но Хорасан, в результате своей сложной истории, населён большим разнообразием этнических групп: туркмены, хорасанские тюрки на северо-западе, курды вокруг Боджнурда и Качана, теймури и джемшиды (входящие в объединение чехер-аймаков) на востоке, некоторые из которых до сих пор являются кочевниками (илят), дальше на юго-запад — хейдари, и на юго-восток — белуджи. Есть также большое афганское сообщество в области из-за притока беженцев из Афганистана в последние годы. Встречаются хорасанские арабы, цыгане и евреи в городах. Языки Хорасана: хорасанско-тюркский, персидский и курдский.

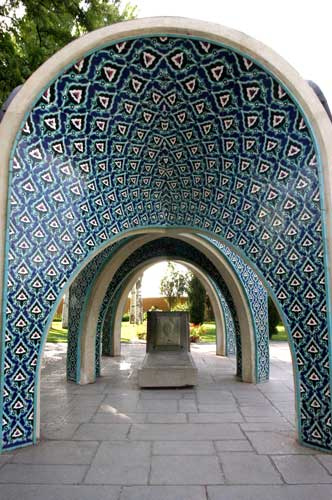
Могила Камаль-аль-Мулька в Нишапуре
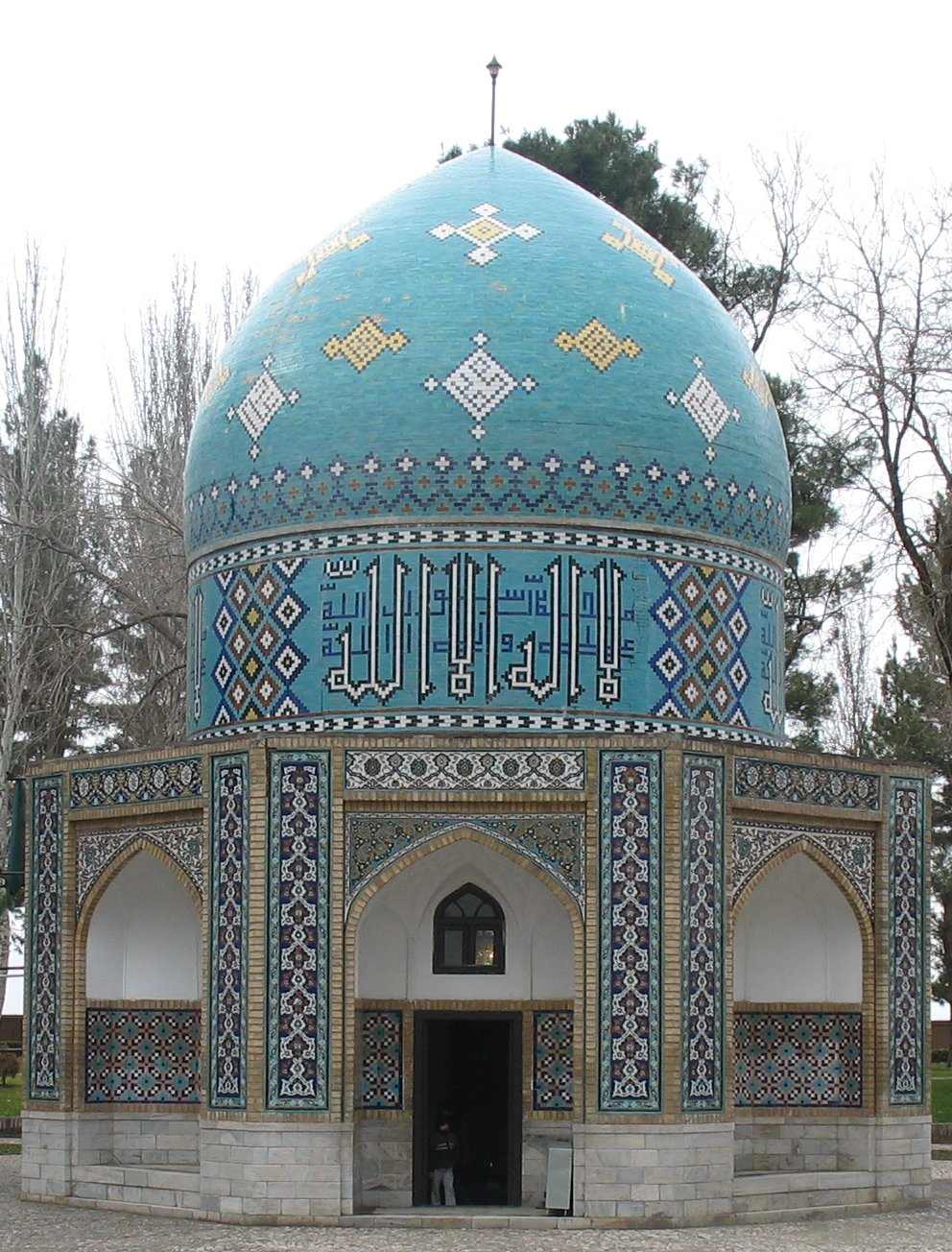
Могила Аттара в Нишапуре